# Варрі
Ва́ррі — місто в Нігерії, основний центр нафтової промисловості в штаті Дельта. Населення становить близько 1 млн осіб.

## Історія
За доби середньовіччя Варрі був включений до складу Беніну, а потім королівства ітсекірі. Роль міста істотно зросла в період трансатлантичної торгівлі з XV ст., коли до нього дісталися португальські мореплавці. Варрі був великим портом, через який проходила більшість вантажів, які сплавлялися по річці Бенін. Одним з основних товарів, придбаних португальськими і голландськими купцями, у той період були раби. Після заборони работоргівлі в першій половині XIX століття Варрі став центром торгівлі пальмовою олією, гуміарабіком, какао, земляними горіхами та тканинами.
Після встановлення колоніального правління на початку XX ст. Варрі став політичним центром.
Наприкінці 1990-х рр. Варрі і прилеглі області стали ареною етнічних зіткнень між іджо, ітсекірі та урхобо.

## Демографія
Чисельність населення істотно зросла з 1960-х рр., коли на прилеглій території були виявлені запаси нафти.

## Клімат
Місто знаходиться у зоні, котра характеризується мусонним кліматом. Найтепліший місяць — лютий із середньою температурою 28.9 °C (84 °F). Найхолодніший місяць — липень, із середньою температурою 25.6 °С (78 °F).
| Клімат Варрі            | Клімат Варрі | Клімат Варрі | Клімат Варрі | Клімат Варрі | Клімат Варрі | Клімат Варрі | Клімат Варрі | Клімат Варрі | Клімат Варрі | Клімат Варрі | Клімат Варрі | Клімат Варрі | Клімат Варрі |
| Показник                | Січ.         | Лют.         | Бер.         | Квіт.        | Трав.        | Черв.        | Лип.         | Серп.        | Вер.         | Жовт.        | Лист.        | Груд.        | Рік          |
| Абсолютний максимум, °C | 36           | 36           | 35           | 36           | 35           | 32           | 30           | 32           | 31           | 32           | 32           | 33           | 36           |
| Середній максимум, °C   | 28           | 29           | 30           | 28           | 28           | 27           | 26           | 26           | 26           | 26           | 27           | 28           | 27           |
| Середня температура, °C | 27           | 28           | 28           | 28           | 28           | 26           | 25           | 25           | 26           | 26           | 27           | 27           | 27           |
| Середній мінімум, °C    | 27           | 28           | 28           | 27           | 27           | 25           | 25           | 25           | 25           | 25           | 26           | 27           | 26           |
| Абсолютний мінімум, °C  | 17           | 18           | 22           | 22           | 21           | 21           | 21           | 21           | 21           | 21           | 18           | 17           | 17           |
| Норма опадів, мм        | 30           | 50           | 130          | 220          | 260          | 360          | 440          | 290          | 450          | 310          | 100          | 30           | 2740         |
| ----------------------- | ------------ | ------------ | ------------ | ------------ | ------------ | ------------ | ------------ | ------------ | ------------ | ------------ | ------------ | ------------ | ------------ |
| Джерело: Weatherbase    |              |              |              |              |              |              |              |              |              |              |              |              |              |